# 아그담
아그담(아제르바이잔어: Ağdam, 아르메니아어: Աղդամ)은 남캅카스에 있는 아제르바이잔 아그담 구의 행정 중심지이며, 2020년까지 나고르노카라바흐 공화국의 통제 아래 있던 유령 도시이다.
한때는 4만 명에 달하는 주민이 살았다. 1993년 7월, 격렬한 전투 끝에 나고르노카라바흐 공화국군에 의해 도시가 함락되었다. 그 때까지 거주하던 아제르바이잔인(아제리인) 주민들은 전원 동쪽으로 피난하였고, 전투 직후 아르메니아군은 아제르바이잔군에 의한 재함락을 막기 위해 이 도시 대부분을 파괴하기로 결정했다. 이 도시는 2020년까지 아르메니아군이 설정한 완충 지대 안에 들어있었으며, 이는 이 시기까지 아그담이 비어 있고 파괴된 상태로 남아 있었음을 의미한다. 대체로 관광하는 것도 금지된다.
이 도시의 커다란 아그담 모스크는 그대로 살아남았으나, 버려진 상태로 있었다. 2008년판 론리플래닛 가이드북에 의하면, "캅카스의 히로시마(廣島)"로 칭하고 있다.
2020년 나고르노카라바흐 전쟁의 결과 동년 11월 20일부로 다시 아제르바이잔의 통제 하에 들어가게 되었다. 이후 도시 재건 계획이 진행 중에 있다.

## 기후
| Agdam의 기후             | Agdam의 기후 | Agdam의 기후 | Agdam의 기후 | Agdam의 기후 | Agdam의 기후 | Agdam의 기후 | Agdam의 기후 | Agdam의 기후 | Agdam의 기후 | Agdam의 기후 | Agdam의 기후 | Agdam의 기후 | Agdam의 기후 |
| 월                       | 1월          | 2월          | 3월          | 4월          | 5월          | 6월          | 7월          | 8월          | 9월          | 10월         | 11월         | 12월         | 연간         |
| ------------------------ | ------------ | ------------ | ------------ | ------------ | ------------ | ------------ | ------------ | ------------ | ------------ | ------------ | ------------ | ------------ | ------------ |
| 일평균 최고 기온 °C (°F) | 6.2 (43.2)   | 7.0 (44.6)   | 11.2 (52.2)  | 18.6 (65.5)  | 23.1 (73.6)  | 27.8 (82.0)  | 31.3 (88.3)  | 30.1 (86.2)  | 25.9 (78.6)  | 19.1 (66.4)  | 13.0 (55.4)  | 8.6 (47.5)   | 18.5 (65.3)  |
| 일일 평균 기온 °C (°F)   | 2.3 (36.1)   | 2.8 (37.0)   | 6.1 (43.0)   | 12.3 (54.1)  | 16.1 (61.0)  | 20.4 (68.7)  | 24.6 (76.3)  | 23.3 (73.9)  | 18.6 (65.5)  | 13.5 (56.3)  | 8.2 (46.8)   | 4.1 (39.4)   | 12.7 (54.9)  |
| 일평균 최저 기온 °C (°F) | −0.9 (30.4)  | 0.0 (32.0)   | 3.2 (37.8)   | 8.9 (48.0)   | 13.5 (56.3)  | 17.8 (64.0)  | 21.2 (70.2)  | 20.0 (68.0)  | 16.4 (61.5)  | 10.6 (51.1)  | 5.8 (42.4)   | 1.5 (34.7)   | 9.8 (49.6)   |
| 평균 강수량 mm (인치)    | 15 (0.6)     | 24 (0.9)     | 32 (1.3)     | 48 (1.9)     | 73 (2.9)     | 64 (2.5)     | 33 (1.3)     | 27 (1.1)     | 30 (1.2)     | 50 (2.0)     | 32 (1.3)     | 19 (0.7)     | 447 (17.6)   |
| 평균 강수일수            | 4            | 6            | 7            | 7            | 10           | 7            | 3            | 3            | 4            | 6            | 5            | 4            | 66           |
| 출처: NOAA               |              |              |              |              |              |              |              |              |              |              |              |              |              |